# Хар, Уильям, 5-й граф Листоуэл
Уильям Фрэнсис Хар, 5-й граф Листоуэл (англ. William Hare, 5th Earl of Listowel; 28 сентября 1906 — 12 марта 1997) — англо-ирландский пэр и лейбористский политик, генерал-губернатор Ганы (1957—1960). Он носил титул учтивости — виконт Эннисмор с 1924 по 1931 год.

## Происхождение и образование
Родился 28 сентября 1906 года. Старший сын Ричарда Хара, 4-го графа Листоуэла (1866—1931), и Фреды Ванден-Бемпде-Джонстон (1885—1968), дочери Фрэнсиса Ванден-Бемпде-Джонстона, 2-го барона Дервента. Он получил образование в Итонском колледже, Баллиол-колледже в Оксфорде, колледже Магдалины в Кембридже и Королевском колледже Лондона (доктор философии, 1932).

## Политическая карьера
Листоуэл служил лейтенантом в разведывательном корпусе. Он вошёл в Палату лордов после смерти своего отца в ноябре 1931 года по праву пэра Соединенного Королевства барона Хара и произнёс свою первую речь в марте следующего года. Когда лейбористы пришли к власти в 1945 году при Клементе Эттли, Листоуэл был назначен генеральным почтмейстером и занимал эту должность до апреля 1947 года, а также некоторое время был министром информации с февраля по март 1946 года, когда эта должность была упразднена.
В апреле 1947 года он вошёл в кабинет в качестве секретаря государства Индии и Бирмы. Однако премьер-министр Клемент Эттли принимал все основные решения правительства в отношении Индии. После того, как Индия обрела независимость в августе 1947 года, его должность в кабинете министров стала государственным секретарём Бирмы, работавшим министром Бирмы, но в январе 1948 года это тоже было отменено, когда Бирма также получила независимость, и затем Листоуэл покинул кабинет. Он продолжал работать при Эттли в качестве государственного министра по делам колоний с 1948 по 1950 год и в качестве совместного парламентского секретаря Министерства сельского хозяйства и рыболовства с 1950 по 1951 год. В 1957 году он был назначен генерал-губернатором Ганы и занимал этот пост до 1960 год, когда Гана стала республикой. Позже он был председателем комитетов Палаты лордов в период с 1965 по 1976 год. Он оставался активным членом Палаты лордов, выступая в последний раз в июле 1995 года в возрасте 88 лет.

## Личная жизнь
Лорд Листоуэл был женат трижды . 24 июля 1933 года он женился на первым браком на Джудит де Марфи-Мантуана (12 июля 1903 — 15 июля 2003), дочери Рауля де Марфи-Мантуаны. У них была одна дочь:
- Леди Дейдра Элизабет Мэри Фреда Хар (род. 13 февраля 1935), вышла замуж сначала за Джона Нортона, 7-го барона Грантли, а затем, после его смерти, за Яна Кертейса.

Лорд и леди Листоуэл развелись в 1945 году. 1 июля 1958 года он женился во второй раз на Стефани Сандре Ивонн Уайз. У них также была дочь:
- Леди Фиона Ева Акуа Хар (род. 24 февраля 1960)

Они развелись в 1963 году. 4 октября 1963 года лорд Листоуэл женился в третий раз на Памеле Молли Дэй. У них было два сына и одна дочь:
- Фрэнсис Майкл Хар, 6-й граф Листоуэл (род. 28 июня 1964), старший сын и преемник отца.
- Леди Диана Франс Хар (род. 7 декабря 1965)
- Достопочтенный Тимоти Патрик Хар (род. 23 февраля 1966)

Лорд Листоуэл скончался в марте 1997 года в возрасте 90 лет, и ему наследовал его старший сын от третьего брака Фрэнсис.